# Giuseppe Rosato
Giuseppe Rosato (Lanciano, 14 maggio 1932) è un poeta, scrittore e critico letterario italiano.

## Biografia
Dopo essersi laureato all'Università di Pavia, Giuseppe Rosato debutta come poeta con la raccolta L'acqua felice (Milano, Schwarz, 1957). In seguito pubblicherà numerosi libri di versi, in lingua e dialetto, di narrativa, di prose, di aforismi, oltre ad operine satiriche e parodistiche.
Insieme a Ottaviano Giannangeli e Giammario Sgattoni dirige la rivista "Dimensioni" (1957-1974), fondata dallo stesso Giannangeli. Dirige inoltre la rivista "Quest'arte" (1977-1986) e collabora con numerose testate giornalistiche. È molto attivo come curatore di servizi e trasmissioni culturali per la Radio Rai di Pescara, diretta da Edoardo Tiboni. Si interessa anche di critica d'arte, dando alle stampe monografie su artisti contemporanei. È autore anche di antologie per le scuole.
Nel 1966 fonda, insieme a Giannangeli, il Premio nazionale di poesia dialettale "Lanciano", di cui sarà giurato fino alla sua conclusione, nel 2008. Presidente della giuria è il cattedratico Mario Sansone. Dal 1974 al '93 Rosato sarà segretario generale del Premio "Flaiano". Ottiene importanti premi letterari, tra cui il "Carducci" di Pietrasanta, nel 1960, e il "Pascoli", nel 2010, anno in cui viene insignito del "Frentano d'oro". Nel 2022 riceve il Premio "Camaiore" alla carriera.
La sua amicizia con Ennio Flaiano è testimoniata dal loro scambio epistolare pubblicato nel 2008 da Carabba in: E. Flaiano, Lettere a Giuseppe Rosato (1967-1972).

## Opere

### Scritti di versi in lingua
- L'acqua felice, Milano, Schwarz, 1957
- Poesia in forma di cosa?, Pescara, Emblema, 1967
- Un uomo sfinito, Lanciano, Itinerari, 1972
- Minime della notte, Chieti, Vecchio Faggio, 1990
- L'inganno della luce, Castel Maggiore (BO), Book Editore, 2002
- La vergogna del mondo, San Cesario di Lecce (LE), Manni, 2003
- Di questa storia che declina, Manni, 2005
- L'inguardabile vero, Pescara, Tracce, 2005
- La traccia di beltà, Chieti, Noubs, 2008
- La distanza, Ro Ferrarese (FE), Book Editore, 2010
- Le cose dell'assenza, Book Editore, 2012
- Conversari, Lanciano, Carabba, 2014
- Il mare, Martinsicuro (TE), Di Felice, 2016
- Un altro inverno, Book Editore, 2020
- Retrovie e altri imboscamenti, Rimini, Raffaelli, 2020
- La bellezza del mondo. Poesie 2019-2021, Raffaelli, 2021
- Tempi supplementari, Di Felice, 2023

### Scritti di versi in dialetto abruzzese
- La cajola d'ore, Lanciano, CET, 1956
- Ecche lu fredde, Pescara, Riccitelli, 1986
- L'ùtema lune, Faenza, Mobydick, 2002
- La 'ddòre de la neve,  Novara, Interlinea, 2006
- Lu scure che s'attònne, Rimini, Raffaelli, 2009
- La nève, Lanciano, Carabba, 2010
- È tempe, Raffaelli, 2013
- E mò? Versi in dialetto abruzzese, Raffaelli, 2016
- Jurne e jurne, Raffaelli, 2019
- E dapò?, Riva del Po (FE), Book Editore, 2020
- A farl'a bbreve. Lu monne alèste alèste, Ortona, Menabò, 2021
- Tra vèje e sonne. Versi in dialetto lancianese, Carabba, 2021
- Novantatré. Gli anni della merla, Martinsicuro (TE), Arsenio, 2025

### Scritti di narrativa
- Un regno è un regno, Milano, Edikon, 1969
- Il regno di Boccuccia. Tutto quello che accade non cambia nulla, San Cesario di Lecce (LE), Manni, 1998
- Normali anomalie, Civitanova Marche (MC), Domina, 2003
- La casa del prete, Lanciano, Carabba, 2005
- Le storie di Ofelia, Carabba, 2007
- Vedere la neve, Carabba, 2011

### Scritti vari
- W la guerra, con disegni di Franz Borghese, Bari, Levante, 1987
- La prova del gatto, Faenza, Mobydick, 1999
- Diamoci da dire, Lanciano, Carabba, 2007
- In punta di spillo, Bari, Stilo, 2008
- La neve al cancelletto di partenza, San Cesario di Lecce (LE), Manni, 2008
- Piccolo dizionario di Babele, Stilo, 2009
- Vita dei pesci rossi nell'acquario, Manni, 2011
- Usa & getta. Parole (e altro) in transito, Chieti, Tabula Fati, 2012
- Ma l'uomo è stato un caso o un'intenzione?, Rimini, Raffaelli, 2017
- Homo faber, Carabba, 2018
- Notizie dal Belpaese, Carabba, 2020
- Day Hospital, Pescara, Mondo Nuovo, 2021
- Area di risulta e altri affioramenti, Martinsicuro, Arsenio Edizioni, 2022
- Aspettando l'Apocalisse. Pretesti e diversivi della vigilia, Carabba, 2023
- C'era una volta in Abruzzo. Lu ticche e ticche, la sciuscellette, il coperchio terapeutico, Carabba, 2024
- Preludi e nuove conclusioni, Arsenio Edizioni, 2024